# Heteropoda graaflandi
Heteropoda graaflandi là một loài nhện trong họ Sparassidae.
Loài này thuộc chi Heteropoda. Heteropoda graaflandi được Embrik Strand miêu tả năm 1907.